# 都市輸送公社 (バルセロナ)

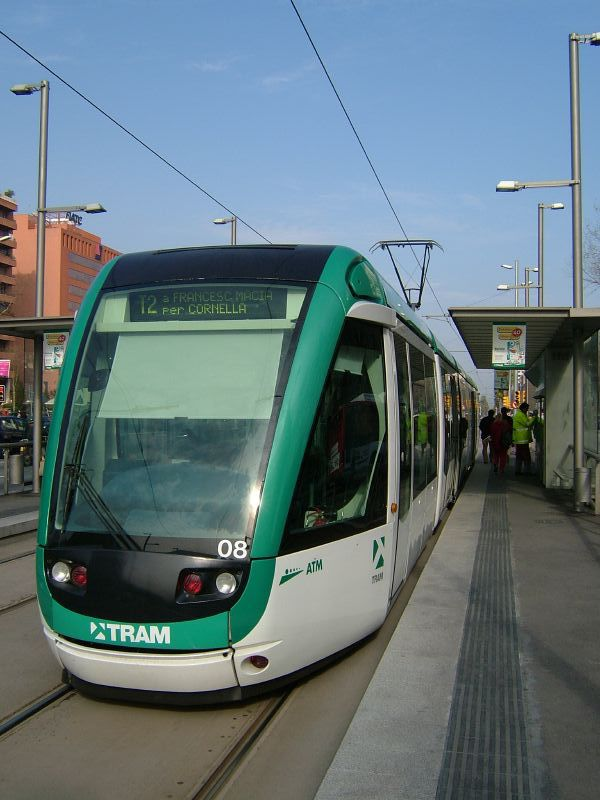
Cornellà市内に停車中の Trambaix の路面電車。

都市輸送公社 (カタルーニャ語：Autoritat del Transport Metropolità、略称ATM) はバルセロナ市内やその都市圏及びその影響を受ける地域内のいくつかの公共交通機関を統括し、一本化された運賃設定や運営及び包括的なネットワークの為の交通インフラストラクチャーの計画・建設などの調整を行う組織である。

## 業務範囲

将来的な業務範囲の拡大に対する公的な制限は無いが、現在の活動領域はおおよそバルセロナ都市圏地域であり、バルサルネス、バッジ・リュブラガート、バリェス・ウクシダンタル、バリェス・ウリアンタル、マレズマ, アルト・パナデス、ガラフなどの近隣のコマルカや、 更に遠方のブラーナス (セルバ)、アル・バンドレイ(バッシ・パナデス)、イグアラーダ(アノイア)、 マンレーザ(バジャス) といったバルセロナとの間の旅客流動の多い街が挙げられる。
都市エリア内はEntitat del Transportにより定められたそれぞれ異なる運賃が適用される、同心円状に区分けされた6地区からなる。

## ネットワーク
以下の交通機関がATMに含まれる。
地下鉄 (Metro)
- バルセロナ地下鉄
  - バルセロナ交通局が運行する地下鉄 (TMB's metro)
  - カタルーニャ公営鉄道が運行する地下鉄 (FGC's metro)

鉄道
- カタルーニャ公営鉄道 (FGC)
- レンフェ（スペイン国鉄）が運行するセルカニアス (Rodalies)

路面電車 (Tram)
- Trambaix
- Trambesòs

ケーブルカー (Funicular)
- フニクラ・デ・モンジュイック (Funicular de Montjuïc)
- フニクラ・デ・バルビドレラ (Funicular de Vallvidrera)

バス (Autobús)
- バルセロナ交通局 (TMB) バス
- Nitbus (深夜バス)
- 都市・都市間バス事業者：
ALSA, Autobuses Horta, Autobusos de Granollers, Autocorb, Autos Castellbisbal, Barcelona Bus, Casas, Cingles Bus, Cintoi Bus, Font, Hillsa, Hispania, Hispano Hilarienca, Hispano Igualadina, Julià, Manresa Bus, Marés, Masats, Mataró Bus, Mohn, Molinsbus, Montferri, Oliveras, Osona Bus, Plana, Rosanbus, Rubí Bus, Sagalés, Saiz Tour, Sarbus, Soler i Sauret, Transports Ciutat Comtal, Transports Lydia, TMESA, TP, Tulsa, TUS, Vendrell

## カード
回数券はT-50/30を除く全てが、1zoneから6zone毎に発売されている。回数券を利用しての入場後、1zoneは１５分間有効となり2zoneから6zoneは1時間15分間有効である。（執筆時点の情報です）
- T-10：10回回数券
- T-50/30：最初の利用から30日間有効で、50回利用可能な回数券
- T-Familiar (70/30)：最初の利用から30日間有効で、70回利用可能な回数券
- T-Mes：30日間定期券
- T-Trimestre：90日間定期券
- T-Dia：1日乗車券
- T-Jove：90日間定期券 (21歳以下限定)